# Veikkausliiga
La Veikkausliiga (in svedese Tipsligan) è la massima serie del campionato finlandese di calcio e comprende 12 squadre. Si svolge normalmente dalla primavera all'autunno, a causa delle temperature invernali proibitive. Rappresenta l'unica serie professionistica del campionato finlandese.

## Storia e formula
Deve il suo nome allo sponsor ufficiale, Veikkaus, la principale agenzia di scommesse finlandese. La Veikkausliiga è stata istituita nel 1990, andando a sostituire la Mestaruussarja, fondata nel 1930, mentre dal 1908 al 1929, il campionato si decideva con una competizione in stile coppa. La Veikkausliiga ha visto nei primi anni un'alternanza di squadre al primo posto, tra cui alcune vittoriose per la prima volta in assoluto. L'HJK, vincitore del maggior numero di campionati, è riuscito a imporsi per sei stagioni consecutive (dal 2009 al 2014), impresa fino ad allora mai compiuta da alcuna squadra del campionato finlandese.
Dalla stagione 2011 alla stagione 2018 il campionato si articolava in una stagione regolare, durante la quale ciascuna squadra affrontava le altre per tre volte, per un totale di 33 giornate. La prima classificata si qualifica al secondo turno preliminare di UEFA Champions League; la seconda e la terza si qualificano al primo turno preliminare di UEFA Europa League, con la quarta classificata che può qualificarsi se la vincitrice della Suomen Cup ha concluso il campionato tra le prime tre. L'ultima squadra classificata retrocede direttamente in Ykkönen, mentre (dal 2015) la penultima classificata gioca uno spareggio contro la seconda classificata della Ykkönen, per decretare quale altra squadra verrà ammessa in massima serie.
Dalla stagione 2019 la formula del campionato è cambiata, passando a una doppia fase. Nella prima fase le dodici squadre si affrontano in un girone all'italiana, con partite di andata e ritorno, per un totale di 22 giornate. Successivamente, le squadre vengono divise in due gruppi in base alla classifica: le prime sei formano un nuovo girone e competono per il titolo e la qualificazione alle competizioni europee; le ultime sei, invece, lottano per non retrocedere e per un altro posto valido per guadagnare la qualificazione alle competizioni europee. In entrambi i gironi le squadre si affrontano in un girone all'italiana, con partite di andata e ritorno, per un totale di 10 giornate. Nel girone per il titolo: la squadra prima classificata è campione di Finlandia e si qualifica per i preliminari della UEFA Champions League; la squadra seconda classificata come la terza si qualifica per i preliminari della UEFA Conference League; la squadra terza o quarta classificata accede alla finale per la qualificazione europea; le squadre classificate al quarto, quinto e sesto posto, più la prima classificata nel girone per la salvezza accedono agli spareggi per l'accesso alla finale contro la terza classificata. Nel girone per la salvezza l'ultima classificata viene retrocessa direttamente in Ykkösliiga, mentre la penultima classificata affronta la seconda classificata cadetta in uno scontro promozione/retrocessione.

## Le squadre
Sono 41 le squadre che hanno preso parte alle 36 stagioni della Veikkausliiga dal 1990 al 2025. In grassetto le squadre partecipanti alla Veikkausliiga 2025.
- 36 volte:  HJK
- 29 volte:  Inter Turku
- 28 volte:  Haka
- 27 volte:  KuPS
- 26 volte:  VPS
- 25 volte:  Lahti,  RoPS,  TPS
- 23 volte:  Jaro,  MyPa
- 21 volte:  IFK Mariehamn
- 18 volte:  Ilves
- 15 volte:  Honka
- 14 volte:  Jazz
- 11 volte:  SJK,  Tampere Utd
- 7 volte:  AC Oulu,  HIFK,  MP
- 6 volte:  FinnPa,  JJK,  KooTeePee,  KTP,  Kuusysi
- 4 volte:  Allianssi,  Jokerit,  TPV
- 3 volte:  Hämeenlinna,  PS Kemi Kings
- 2 volte:  Gnistan,  KPV,  OTP,  PK-35 Vantaa,  Reipas Lahti,  TP-47
- 1 volta:  Atlantis,  EIF,  Kumu,  Ponnistus,  TP-Seinäjoki,  Viikingit

## Albo d'oro
- 1990  HJK
- 1991  Kuusysi
- 1992  HJK
- 1993  Jazz
- 1994  TPV
- 1995  Haka
- 1996  Jazz
- 1997  HJK
- 1998  Haka
- 1999  Haka

- 2000  Haka
- 2001  Tampere Utd
- 2002  HJK
- 2003  HJK
- 2004  Haka
- 2005  MyPa
- 2006  Tampere Utd
- 2007  Tampere Utd
- 2008  Inter Turku
- 2009  HJK

- 2010  HJK
- 2011  HJK
- 2012  HJK
- 2013  HJK
- 2014  HJK
- 2015  SJK
- 2016  IFK Mariehamn
- 2017  HJK
- 2018  HJK
- 2019  KuPS

- 2020  HJK
- 2021  HJK
- 2022  HJK
- 2023  HJK
- 2024  KuPS

## Statistiche

### Campionati vinti
La seguente tabella è comprensiva di tutte le edizioni del campionato finlandese di calcio dal 1908 in poi.
| Club            | Vittorie | Secondo | Stagioni |
| --------------- | -------- | ------- | --- |
| HJK             | 33       | 13      | 1911, 1912, 1917, 1918, 1919, 1923, 1925, 1936, 1938, 1964, 1973, 1978, 1981, 1985, 1987, 1988, 1990, 1992, 1997, 2002, 2003, 2009, 2010, 2011, 2012, 2013, 2014, 2017, 2018, 2020, 2021, 2022, 2023 |
| Haka            | 9        | 7       | 1960, 1962, 1965, 1977, 1995, 1998, 1999, 2000, 2004 |
| HPS             | 9        | 6       | 1921, 1922, 1926, 1927, 1929, 1932, 1934, 1935, 1957 |
| TPS             | 8        | 12      | 1928, 1939, 1941, 1949, 1968, 1971, 1972, 1975 |
| KuPS            | 7        | 12      | 1956, 1958, 1966, 1974, 1976, 2019, 2024 |
| HIFK            | 7        | 7       | 1930, 1931, 1933, 1937, 1947, 1959, 1961 |
| Kuusysi         | 5        | 4       | 1982, 1984, 1986, 1989, 1991 |
| KIF             | 4        | 1       | 1913, 1915, 1916, 1955 |
| Reipas Lahti    | 3        | 8       | 1963, 1967, 1970 |
| Åbo IFK         | 3        | 5       | 1910, 1920, 1924 |
| VIFK            | 3        | 2       | 1944, 1946, 1953 |
| Tampere Utd     | 3        | -       | 2001, 2006, 2007 |
| VPS             | 2        | 5       | 1945, 1948 |
| KTP             | 2        | -       | 1951, 1952 |
| OPS             | 2        | -       | 1979, 1980 |
| Jazz            | 2        | -       | 1993, 1996 |
| MyPa            | 1        | 5       | 2005 |
| Inter Turku     | 1        | 3       | 2008 |
| Ilves           | 1        | 1       | 1983 |
| Sudet           | 1        | 1       | 1940 |
| PUS Helsinki    | 1        | 1       | 1909 |
| SJK             | 1        | 1       | 2015 |
| Unitas Helsinki | 1        | -       | 1908 |
| HT Helsinki     | 1        | -       | 1942 |
| Ilves-Kissat    | 1        | -       | 1950 |
| Pyrkivä Turku   | 1        | -       | 1954 |
| KPV             | 1        | -       | 1969 |
| TPV             | 1        | -       | 1994 |
| IFK Mariehamn   | 1        | -       | 2016 |

Note:

1 Kuusysi e Lahden Reipas si uniscono nel 1997 formando l'FC Lahti. Entrambi i club continuarono ad essere attivi nel calcio giovanile.

2 Nel 1999 come risultato di una fusione fallita, la nuova società Tampere United prese il posto dell'Ilves, che continuò nelle serie inferiori.

### Vincitori della classifica marcatori
| Stagione | Giocatore            | Club           | Goal |
| -------- | -------------------- | -------------- | ---- |
| 1990     | Marek Czakon         | Ilves          | 16   |
| 1990     | Kimmo Tarkkio        | HJK            | 16   |
| 1991     | Kimmo Tarkkio        | Haka           | 23   |
| 1992     | Luiz Antônio         | Jazz           | 21   |
| 1993     | Antti Sumiala        | Jazz           | 20   |
| 1994     | Dionísio             | TPV            | 17   |
| 1995     | Valerij Popovič      | Haka           | 21   |
| 1996     | Luiz Antônio         | Jazz           | 17   |
| 1997     | Rafael               | HJK            | 11   |
| 1998     | Matti Hiukka         | RoPS           | 11   |
| 1999     | Valerij Popovič      | Haka           | 23   |
| 2000     | Shefki Kuqi          | Jokerit        | 19   |
| 2001     | Paulus Roiha         | HJK            | 22   |
| 2002     | Mika Kottila         | HJK            | 18   |
| 2003     | Saku Puhakainen      | MyPa           | 14   |
| 2004     | Antti Pohja          | Tampere United | 16   |
| 2005     | Juho Mäkelä          | HJK            | 16   |
| 2006     | Hermanni Vuorinen    | Honka          | 16   |
| 2007     | Rafael               | Lahti          | 14   |
| 2008     | Aleksandr Kokko      | Honka          | 13   |
| 2008     | Henri Myntti         | Tampere United | 13   |
| 2009     | Hermanni Vuorinen    | Honka          | 16   |
| 2010     | Juho Mäkelä          | HJK            | 16   |
| 2011     | Timo Furuholm        | Inter Turku    | 22   |
| 2012     | Irak'li Sirbiladze   | Inter Turku    | 17   |
| 2013     | Tim Väyrynen         | Honka          | 17   |
| 2014     | Jonas Emet           | Jaro           | 14   |
| 2014     | Luis Solignac        | IFK Mariehamn  | 14   |
| 2015     | Aleksandr Kokko      | RoPS           | 17   |
| 2016     | Roope Riski          | SJK            | 17   |
| 2017     | Aleksei Kangaskolkka | IFK Mariehamn  | 16   |
| 2018     | Klauss               | HJK            | 21   |
| 2019     | Filip Valenčič       | Inter Turku    | 16   |
| 2020     | Roope Riski          | HJK            | 16   |
| 2021     | Benjamin Källman     | Inter Turku    | 14   |
| 2021     | Ariel Ngueukam       | SJK            | 14   |
| 2022     | Lee Erwin            | Haka           | 17   |
| 2023     | Bojan Radulović      | HJK            | 18   |